# Cazères-sur-l'Adour

Cazères-sur-l'Adour este o comună în departamentul Landes din sud-vestul Franței. În 2009 avea o populație de 1.129 de locuitori.

## Evoluția populației
| An        | 1975 | 1982 | 1990 | 1999 | 2006  | 2009  |
| --------- | ---- | ---- | ---- | ---- | ----- | ----- |
| Populație | 777  | 815  | 873  | 862  | 1.132 | 1.129 |